# Gianfranco Franchini
Gianfranco Franchini (Genova, 17 dicembre 1938 – Genova, 21 aprile 2009) è stato un architetto italiano.

## Biografia
Figlio di un avvocato, si è laureato in Architettura nel 1964 al Politecnico di Milano, dove ha conosciuto Renzo Piano, genovese come lui.
Nel 1970, insieme a Piano e Richard Rogers ha progettato il Centre Georges Pompidou (noto anche come Beaubourg) a Parigi.
Franchini, dopo il successo internazionale del progetto del Centre Pompidou, non ha più lavorato a progetti della stessa dimensione preferendo concentrarsi su progetti culturali e architettonici di piccola scala e per lo più realizzati in Italia, come la Biblioteca Civica Internazionale di Bordighera, la biblioteca di Chieri, la biblioteca civica "Lagorio" di Imperia o il Castello Mackenzie e il Museo di storia ebraica di Genova. Tra la fine del 1996 e il marzo del 1997 ha studiato, progettato e realizzato l'allestimento della mostra "Van Dyck a Genova. Grande pittura e collezionismo" tenutasi in Palazzo Ducale, sempre a Genova.